# M'Bouna
M'Bouna è un comune rurale del Mali facente parte del circondario di Goundam, nella regione di Timbuctù.
Il comune è composto da 10 nuclei abitati:
- Alkamabangou
- Garbeye
- Goizia
- M'Bouna
- Tama
- Tindahamane
- Tondia
- Timilélène
- Tourchachambou
- Tinassani